# Zombie Nation (музыкальный проект)
Zombie Nation — немецкий техно и битпоп проект из Мюнхена. Наиболее известен по синглу «Kernkraft 400».

## История
Zombie Nation был основан Флорианом Сентфером, немецким ди-джеем, родившемся в 1974 году в Мюнхене. Проект дебютировал в 1999 году на одном из лейблов Dj Hell.
В 2002 году он основал собственный лейбл Dekathlon Records и выпустил альбом Absorber.
В 2007 году Zombie Nation сотрудничали с Tiga под псевдонимом ZZT над записью «Lower State of Consciousness». Третий альбом Black Toys вышел в 2006 году на лейбле UKW Records.
На сегодняшний день Zombie Nation также известна как группа, использующая музыкальное оборудование для создания звуков на сцене. Главным инструментом является секвенсор Akai MPC 4000.

## Дискография

### Альбомы
- 1999 — Leichenschmaus
- 2003 — Absorber
- 2006 — Black Toys
- 2009 — Zombielicious
- 2011 — Partys Over Earth as ZZT with Tiga
- 2012 — RGB